# Ladurée
Ladurée is een Frans bedrijf dat gebak maakt en verkoopt. Het werd in 1862 opgericht. Ladurée staat wereldwijd bekend om haar gevulde macarons, waarvan het bedrijf er elke dag zo'n 15.000 verkoopt. Sinds 1993 maakt Patisserie E. Ladurée deel uit van Groupe Holder, dat ook de bakkerijketen Paul bezit. Ladurée heeft zich de laatste decennia in verschillende grote steden buiten Frankrijk gevestigd, met name in Europa en Azië.

## Fotogalerij

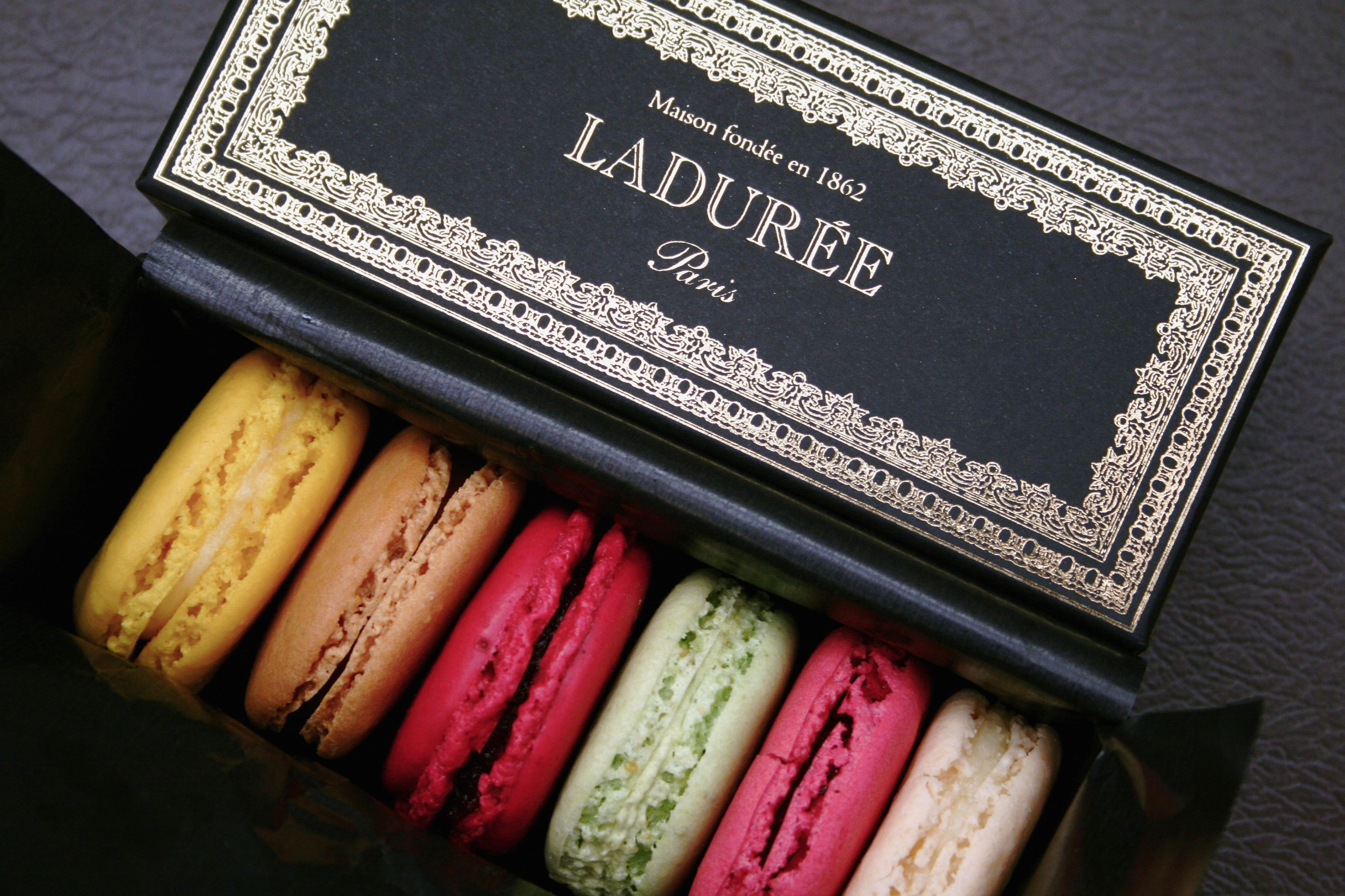
Kleurrijke gevulde macarons van Ladurée
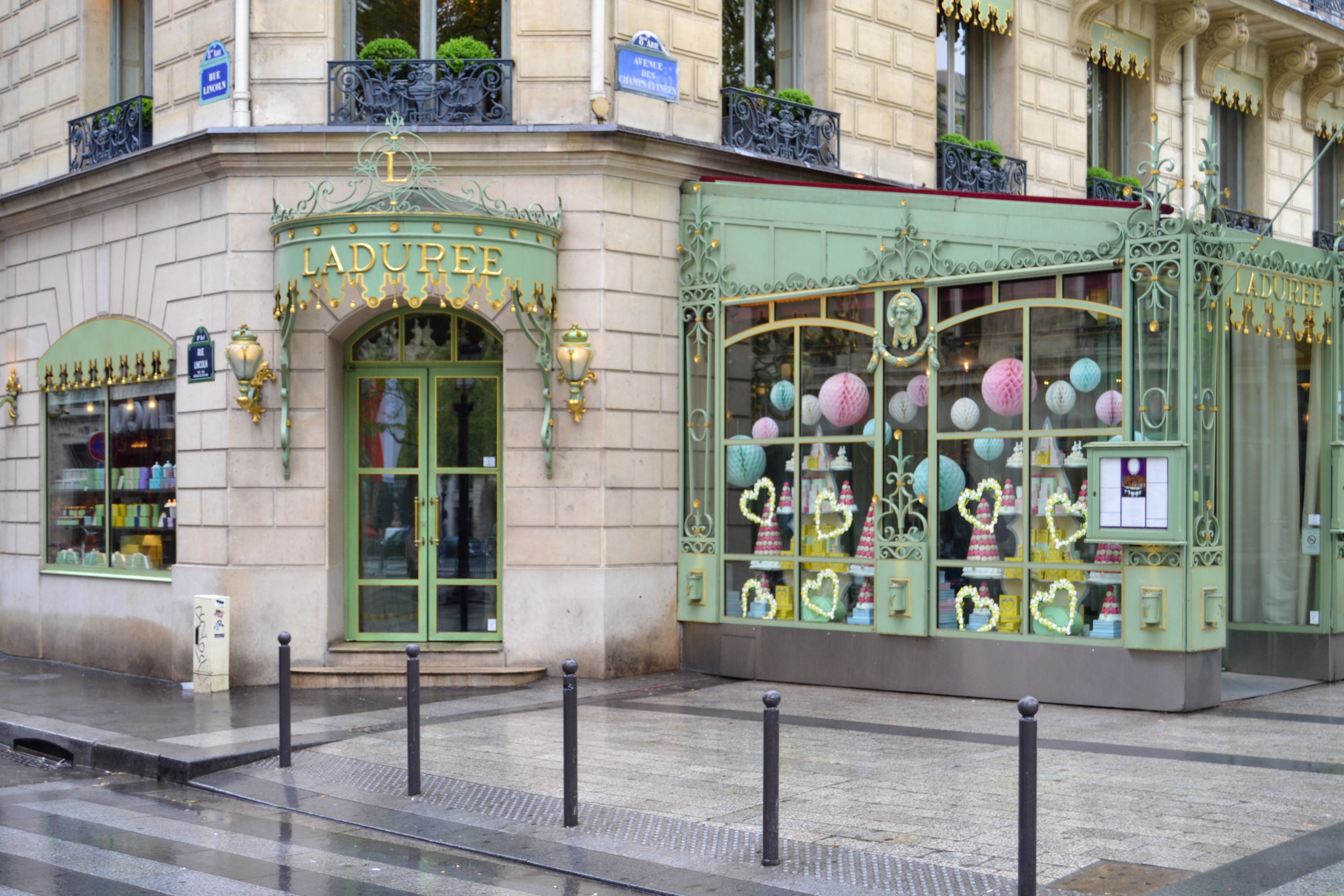
Ladurée-winkel op de Champs-Elysées in Parijs, geopend in 1997
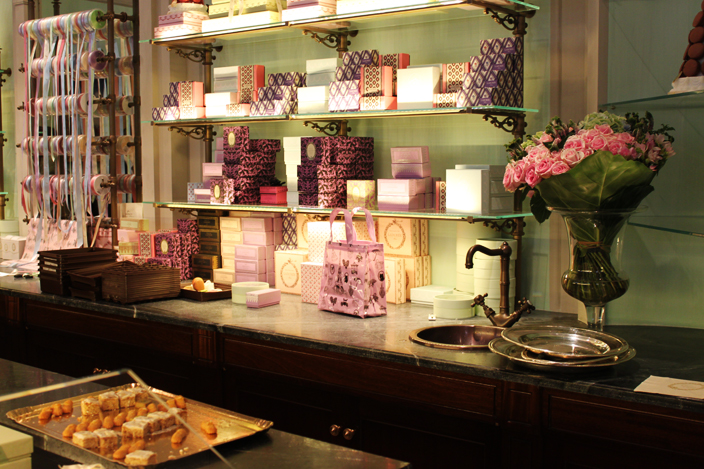
Winkel in New York